# 台鐵S400型柴電機車
台鐵S400型柴電機車，是台灣鐵路管理局於1969年為配合七堵調車場購入之駝峰調車專用調車機車。

## 歷史背景
1969年，台鐵以第二次世界銀行貸款購買5輛GM-EMD公司所製造的EMD GA18型柴電機車，作為七堵調車場駝峰調車專用機車。GA18型機車僅生產7輛：除台灣5輛，另外2輛分別在智利與尚比亞。

## 車輛概說
S400型柴電機車類似S300型，牽引馬達只有兩具，裝置在車架底下，以萬向接頭分別驅動兩組轉向架，最高速僅75公里。S400型採用8-645E引擎。本型車的特點在於購入之初為駝峰調車場專用車，故駕駛台上均有裝置駝峰調車控制器，車速表為數位電子控制（後來改造為Barco）。其中S404和S405兩輛還裝置有車內號誌及軌道選別器，主排障器後方裝置軌道選別器接收天線，只是這些設備都已經在1989年駝峰調車場停用後拆除。

## 現況
S400型在七堵駝峰調車場改建後，改為一般調車。另有運用於牽引深澳線和平溪線貨列。在DHL100型大量啟用後，S400因功能遭到取代開始廢車，2010年時已經全數停用，目前已經全數報廢。
| 年份     | 1997 | 2005 | 2008      | 2010 |
| 報廢車輛 | S404 | S401 | S403 S405 | S402 |

- 備註
  - S401經標售後於2008年解體。
  - S403經標售後於2009年4月解體。
  - S402停用後曾放置於七堵機務段，目前則移至臺北機廠的鈑金工廠內。

## 保存車輛
- S405：1999年停用後，曾長期保存於苗栗鐵道文物展示館。2022年4月23日，此車以前後兩輛柴電機車包夾之方式迴送至富岡基地，後於同年12月由國家鐵道博物館籌備處收購保存。

## 圖片集

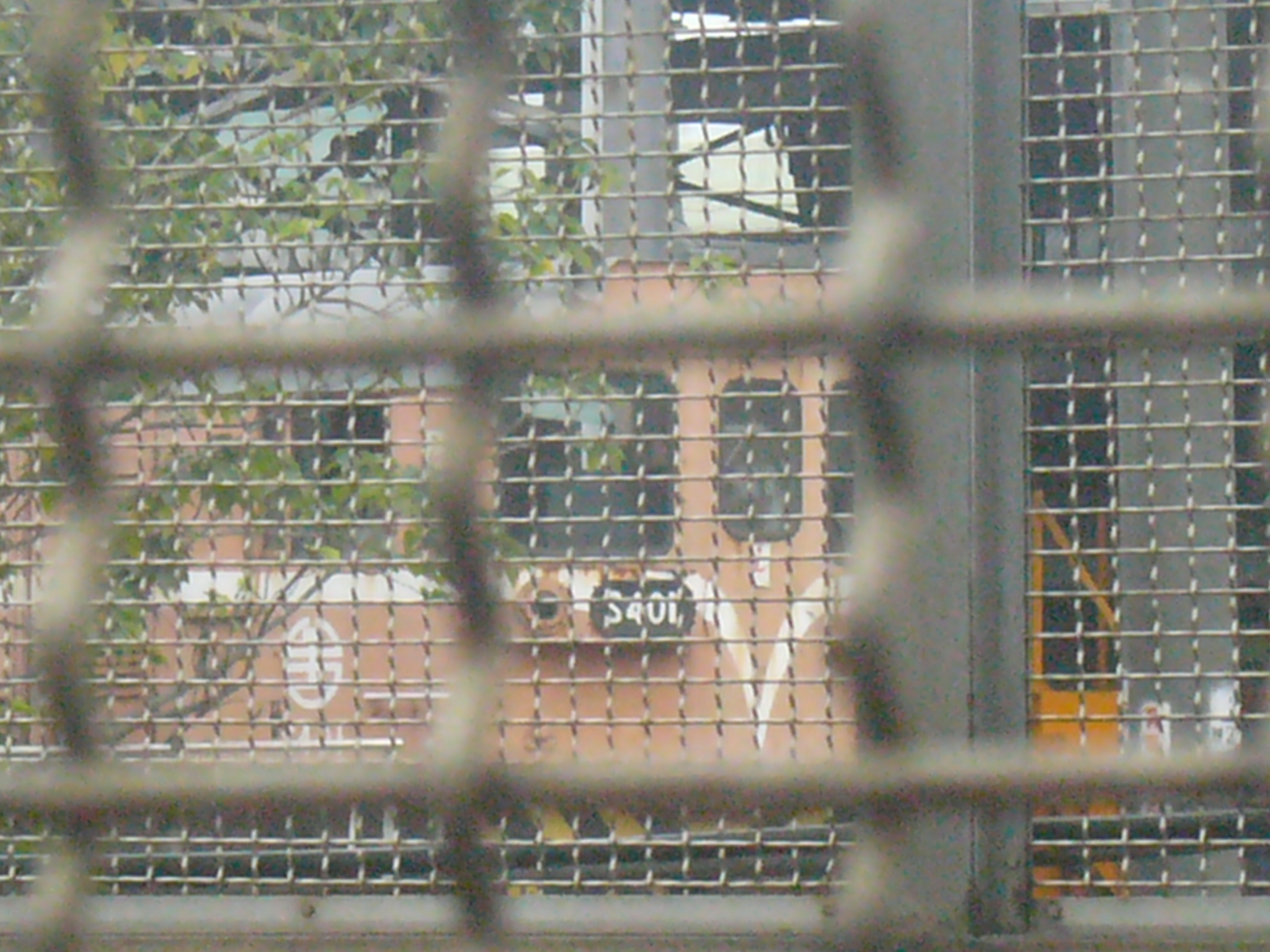
棄置於台北機廠的S401
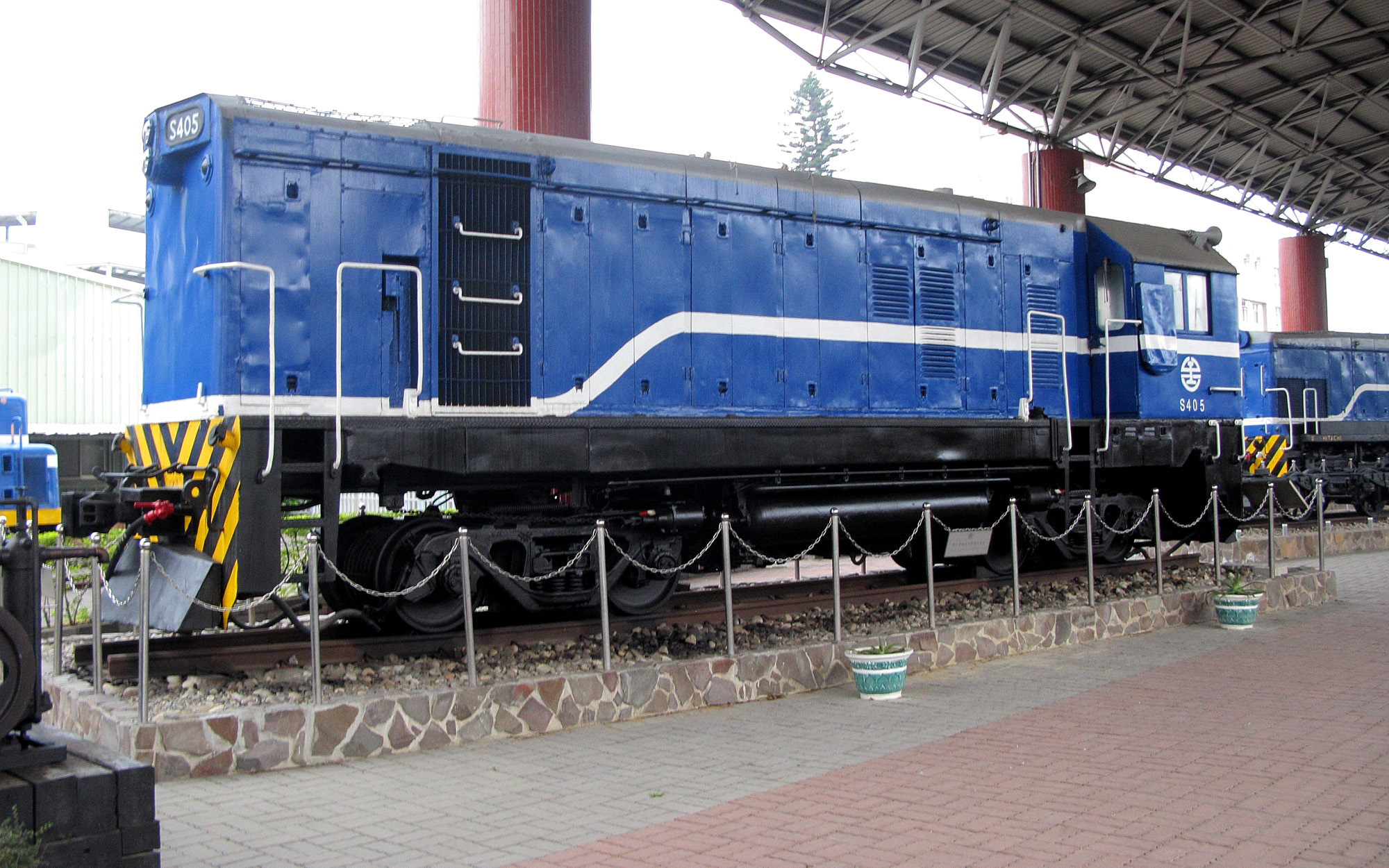
S405側面
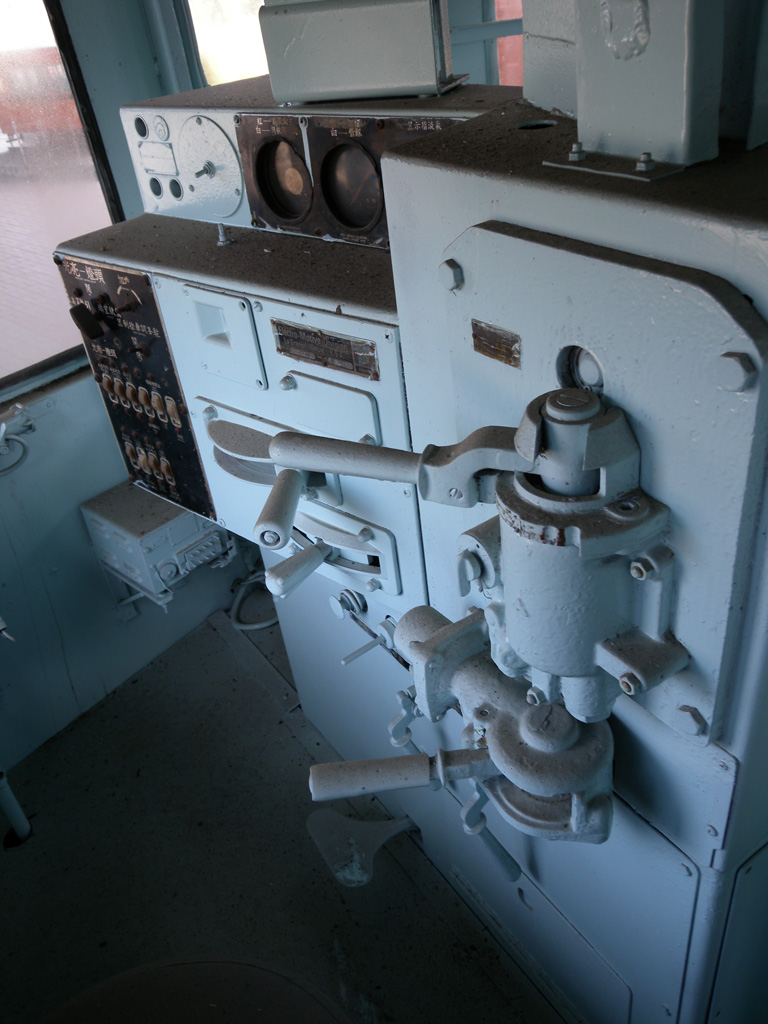
S405駕駛台
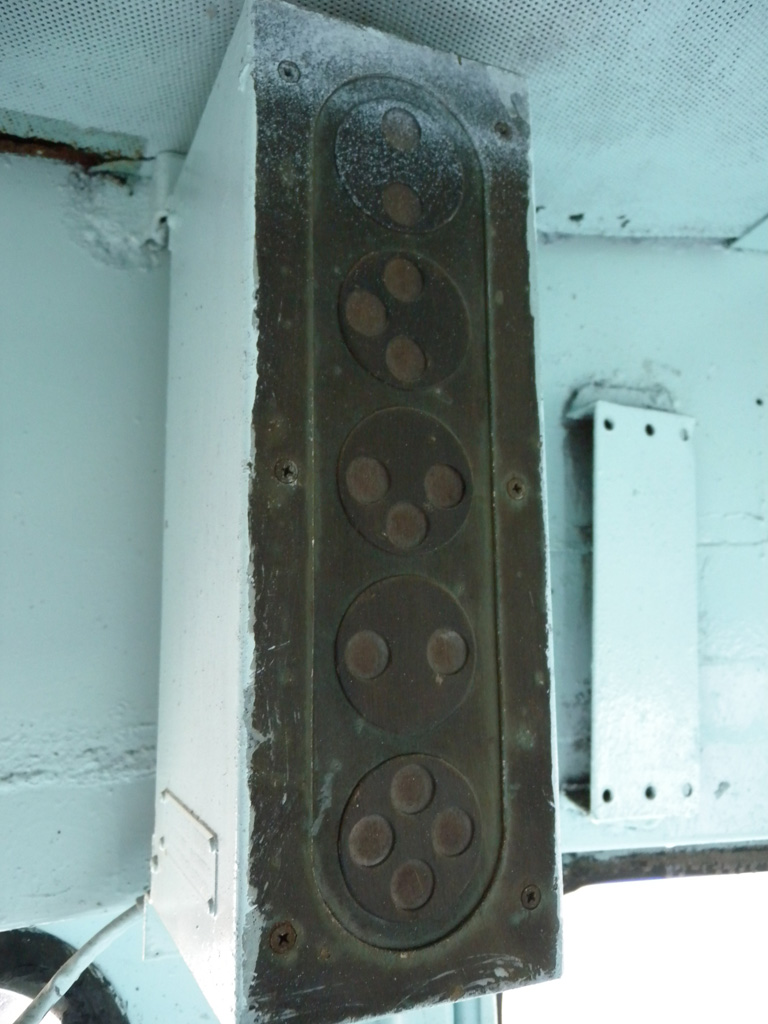
S405車內的駝峰調車號誌顯示器
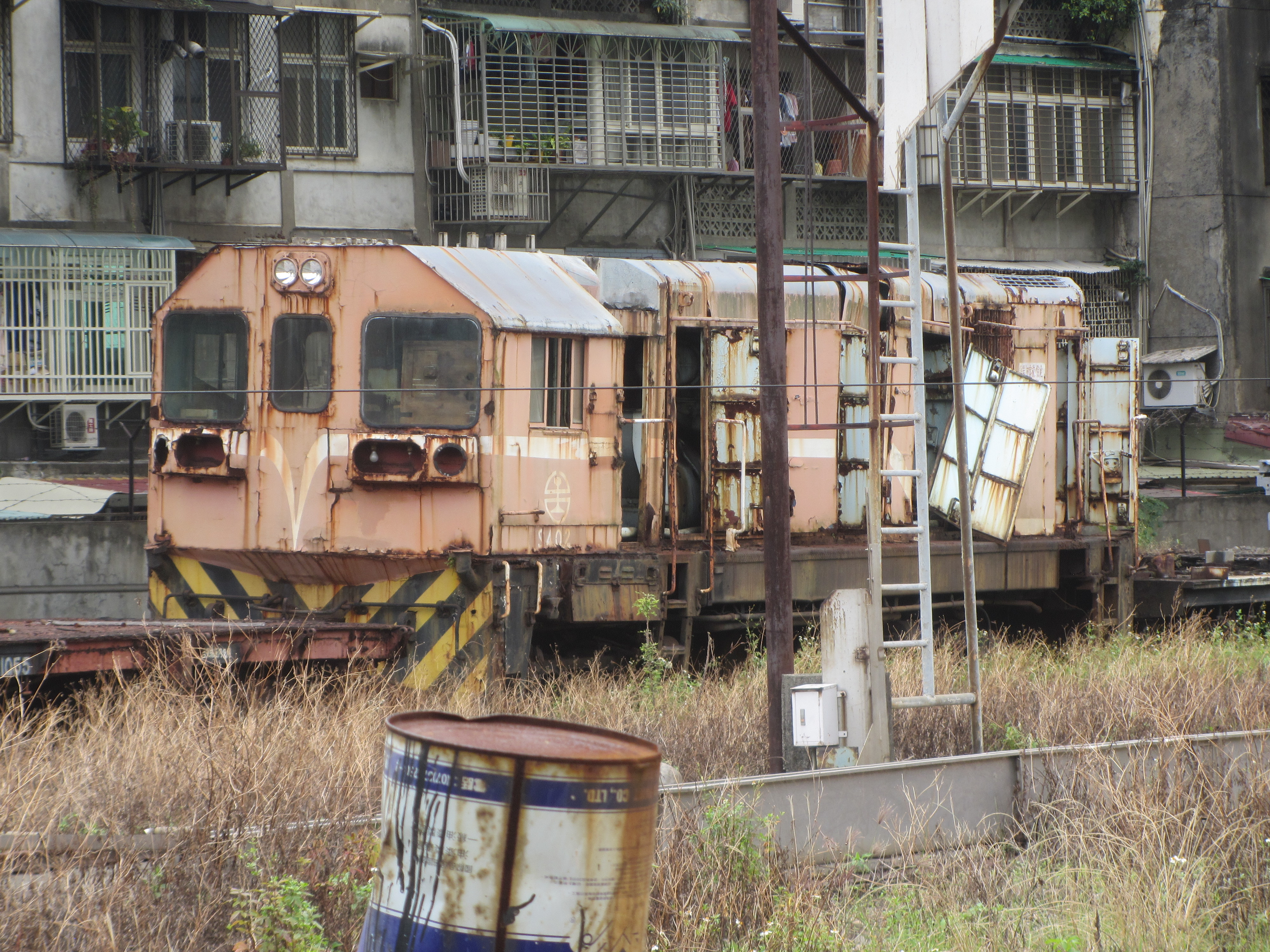
棄置於台北機廠的S402，現已移至台北機廠的鈑金工廠內